# Ейфа
Ейфа — міра об'єму сипких тіл у стародавніх євреїв, що дорівнює 24 883 см³ . Одна десята частина ейфи — омер.

## Історія
Згадується у Старому Завіті як мірний кошик для визначення об'єму сипучих тіл. (Книга Захарії. Книга заповідей. Заповіді "роби": 201-210.)

## Див.також
- Стародавні одиниці вимірювання